# Missing middle

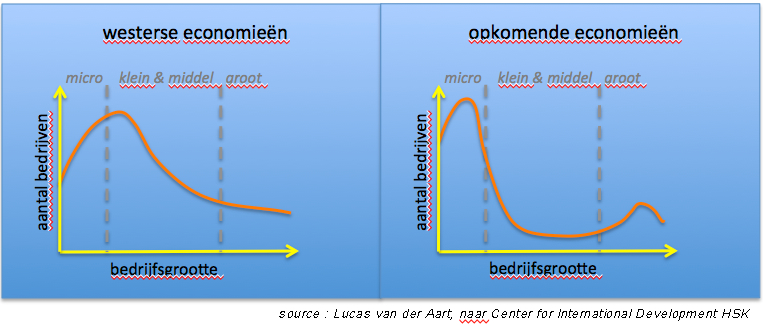
Vergelijking westerse en opkomende economieën

Missing middle is de term die gebruikt wordt voor de relatieve ondervertegenwoordiging van kleine en middelgrote ondernemingen in veel economieën van landen met een laag bruto nationaal product (bnp) per hoofd van de bevolking.
Het Center for International Development van de Harvard Kennedy School beschrijft dat in landen met een relatief hoog inkomen, kleine en middelgrote ondernemingen ongeveer de helft van het bnp en meer dan 60% van de werkgelegenheid vertegenwoordigen. In landen met een laag inkomen is dat 17% van het bnp en 30% van de werkgelegenheid.

## Oorzaken
De belangrijkste oorzaak is het ontbreken van geschikte financiering. Deze ondernemingen hebben vaak grotere leningen nodig dan in het algemeen worden aangeboden door microkrediet-instellingen en kunnen zich de soms hogere rentepercentages van microkredieten niet veroorloven. Banken hebben moeite met de vaak informele bedrijfsvoering. Er is bijvoorbeeld alleen een simpele boekhouding zonder een jaarlijks accountantsverslag. Door het ontbreken van dit soort financiering is het moeilijk voor bedrijven om verder door te groeien.

## Aandacht voor demissing middle
Nadat de aandacht zich een tijd lang vooral op microfinanciering en microkredieten richtte, is er de laatste jaren meer en meer aandacht gekomen voor de missing middle.
Zo verscheen verscheen in The New Yorker in 2008 een artikel van James Surowiecki met de titel What Microloans Miss waarin hij stelde: “Het is gemakkelijk voor echt grote ondernemingen in arme landen om toegang te krijgen tot de kredietmarkt. En nu, dankzij microfinanciering, is het ook mogelijk geworden voor echt kleine bedrijven om aan geld te komen. Echter gaat dit voor bedrijven ertussenin moeizaam. Dit fenomeen wordt wel de missing middle genoemd.”
De International Finance Corporation en McKinsey publiceerden in oktober 2010 een rapport waaruit bleek dat in Zuid-Azië en Afrika meer dan 60% van de bedrijven met minder 250 werknemers geen krediet krijgen terwijl ze het wel nodig hebben. Dit in contrast tot bijvoorbeeld Noord-Amerika, West-Europa en Australië waar het om minder dan 20% van de bedrijven gaat.
Tegelijkertijd wordt er meer aandacht aan de missing middle besteedt tijdens microkrediet- en financieringssymposia. Op 12 september 2013 wordt er zelfs specifiek een missing middle-conferentie georganiseerd door NPM (platform voor inclusieve financiering) met als titel: How to Reach the Missing Middle? Conference.
Tevens begint er interesse te komen van banken en bedrijven. Zo is er in 2013 een crowdfundingplatform van start gegaan dat zich specifiek op de missing middle richt.